# Pico de Monte
Pico de Monte ist eine Landstadt im Departamento Santa Cruz im südamerikanischen Anden-Staat Bolivien.

## Lage im Nahraum
Pico de Monte ist die drittgrößte Ortschaft des Municipios General Saavedra und liegt in der Provinz Obispo Santistevan auf einer Höhe von 267 m im Feuchtgebiet zwischen den Flüssen Río Piraí und Río Grande. Das Municipio General Saavedra mit etwa 17.000 Einwohnern ist Kolonisationsgebiet und wird intensiv landwirtschaftlich genutzt.

## Geographie
Pico de Monte liegt im tropischen Feuchtklima. Die Region war vor der Kolonisierung von Monsunwald bedeckt, ist heute aber größtenteils Kulturland.
Die mittlere Durchschnittstemperatur der Region liegt bei knapp 24 °C (siehe Klimadiagramm Warnes), die Monatswerte schwanken zwischen 20 °C im Juni/Juli und 26 °C von November bis Februar. Der Jahresniederschlag beträgt etwa 1300 mm, die Monatsniederschläge sind ergiebig und liegen zwischen 35 mm im August und 200 mm im Januar.

## Verkehrsnetz
Pico de Monte liegt in einer Entfernung von 79 Straßenkilometern von Santa Cruz, der Hauptstadt des Departamentos.
Vom Zentrum von Santa Cruz führt die Nationalstraße Ruta 4 über 57 Kilometer in nördlicher Richtung bis Montero, von dort führt die Ruta 10 in nordöstlicher Richtung 22 Kilometer über General Saavedra nach Pico de Monte und weiter nach Mineros, Fernández Alonso und Hardeman.

## Bevölkerung
Die Einwohnerzahl der Ortschaft ist in den vergangenen beiden Jahrzehnten um mehr als zwei Drittel angestiegen:
| Jahr | Einwohner | Quelle       |
| ---- | --------- | ------------ |
| 1992 | 703       | Volkszählung |
| 2001 | 1.374     | Volkszählung |
| 2012 | 1.207     | Volkszählung |

Aufgrund der seit den 1960er Jahren durch die Politik geförderten Zuwanderung indigener Bevölkerung aus dem Altiplano weist die Region einen nicht unerheblichen Anteil an Quechua-Bevölkerung auf, im Municipio General Saavedra sprechen 30,6 Prozent der Bevölkerung Quechua.